# Nàssir-ad-Din Xah Qajar
Nassereddín o Nàssir-ad-Din Xah Qajar, nascut Nàssir-ad-Din Mirza, (17 de juliol de 1831, Kuhnamir -1896) fou xa de Pèrsia de la dinastia qajar durant 49 anys (1848-1896).

## Biografia
Va néixer al poble de Kuhnamir prop de Tabriz, fill del príncep Muhammad Mirza (després Muhammad Xah Qajar) i Malik Jahan (després reina mare o Mahd-i Ulya, morta el 1873) filla d'un cap qajar del clan Dawalu. No fou gaire apreciat del seu pare, i com era tradicional fou enviat a governar l'Azerbaidjan.
Muhammad Xah Qajar va morir el 4 de setembre de 1848. Van esclatar disturbis a Teheran i la reina mare Asiya Khatun prengué les regnes del poder fins a l'arribada del príncep hereu al que va proclamar el 13 de setembre; amb l'ajut econòmic dels mercaders de Tabriz, Nasir al-Din va poder arribar a la capital amb un contingent de tropes manades pel general Mirza Taqi-Khan de Farahan el 20 d'octubre i va ser reconegut sense dificultat.
La comissió fronterera per delimitar els límits entre Pèrsia i l'Imperi Otomà, (formada amb quatre membres: un persa, un turc, un rus i un britànic) es va reunir el 1849 i va treballar fins al 1854 quan es va aturar per la guerra de Crimea.
Els tres primers anys va introduir reformes sota la inspiració del seu ministre reformista el general Mirza Taqi-Khan de Farahan, conegut com a Amir Kabir, que era governador adjunt de l'Azerbaidjan des de 1843. Va intentar construir un exèrcit modern i ben equipat i va provar de recompondre el tresor que havia quedat buit, retallant les despreses innecessàries, pensions i pagaments a clergues, cortesans i aprofitats; va enviar estudiants a l'estranger i va portar assessors estrangers al país, fundant la primera escola politècnica (Dār-al-Fonun) a Teheran, a més d'altres moltes reformes. També va posar fi al conflicte que el clan Dawalu tenia al Khurasan (1848-1851). Tot això va causar l'hostilitat dels cortesans i clergat i de la mateixa mare del xa, Malik Jahan Khatun (neta del cap tribal Sulayman Khan Qoyunlu, oncle matern d'Agha Muhammad Xah), oposada a les reformes. La mare va pressionar per eliminar el ministre, que finalment fou destituït (novembre de 1851) i executat per orde del xa (1852); el va substituir Mirza Aqa Khan Nuri Itimad al-Dawla que va exercir fins al 1858 quan el càrrec de ministre (sadr-e azam) fou abolit. Amir havia fet executar al Bab (Sayyid Ali Muhammad) a Tabriz el 9 de juliol de 1850; aquesta política no es va canviar i després el seu successor va ordenar la matança dels babis quan hi va haver un atemptat contra el xa (que va fracassar) el 15 d'agost de 1852; les persecucions van durar uns quants mesos i sembla que haurien mort fins a vint mil persones.
El 1856-1857 es va produir la guerra Anglopersa per Herat.
Un austríac primer i després un ciutadà rus foren encarregats d'organitzar el correu del país. El 1857 es va introduir les línies de telègraf.En aquest temps el xa va estar exposat a les idees reformistes de Mirza Malkum Khan i va esdevenir un opositor clar a qualsevol reforma. Des de 1858 els ministeris a vegades duplicaven competències i les seves funcions eren redefinides sovint, i l'administració va esdevenir més caòtica. El camp reformista estava contrapesat pel camp conservador, representat pel cap de la comptabilitat, el conservador Mirza Yusuf Khan Astiani Mustawfi l-mamalik, i entre ambdós i havia un grup intermedi dirigit Farrukh Khan Amin al-Dawla. Els efectes d'aquest equilibri foren el telègraf (anys seixanta) i el traspàs de competències a les províncies.
El 1858 el fill de Nàssir-ad-Dawla que havia estat designat hereu (vali ahd) va morir. L'oncle del xa, Bahman Khan, exiliat a Tiflis, va reclamar la successió tot i que el xa tenia en aquest temps almenys tres fills més. També el germà de Nàssir-ad-Din Xah, Abbas Mirza Mulkara va reclamar la successió (la seva mare, Khadidja Begum, era kurda, però era l'esposa preferida de Muhammad Xah Qajar i el 1848, a la mort d'aquest, havia demanat protecció al coronel Farrant, encarregat de negocis britànic, ja que temia per la vida del seu fill a causa de la reina mare, i el 1853 Abbà Mirza Mulkara s'havia instal·lat a Bagdad en territori otomà però sota protecció britànica). Les discussions no van passar de les paraules. Mudhàffar-ad-Din Mirza (nascut el 1853) fou finalment nomenat més tard vali adh i governador de l'Azerbaidjan.
La comissió fronterera va reprendre la tasca el 1859 i al cap de deu anys havia delimitat un territori d'una amplada entre 40 i 65 km dins dels quals s'havien de concretar les fronteres. La frontera no va poder ser delimitada finalment fins al 1914 poc abans de l'inici de la I Guerra Mundial. El 1869 Pèrsia va haver de renunciar a les seves pretensions sobre l'estepa turcmana on vivien les tribus guklan, yamut i tekke i va signar un acord amb Rússia delimitant les fronteres en el riu Atrek (aquest acord fou modificat per l'acord de la frontera Akhal-Khurasan de 1881). El 1870 es van iniciar converses per delimitar la frontera entre Pèrsia i el Kanat de Khelat i la frontera fou delimitada el 1871. Amb Afganistan, que reclamava Sistan, el conflicte fou resolt el 1872.
El 12 de desembre de 1871 es va recrear el càrrec de ministre principal (sadr-e azam) i fou nomenat Mirza Husayn Khan Sipahsalar Mushir al-Dawla fins al setembre de 1873 quan el va substituir el conservador Mirza Yusuf Khan Astiani. En aquest temps el xa va fer un viatge a l'Iraq otomà (des de novembre 1870 a gener 1871) i el primer viatge a Europa (maig a setembre de 1873) al qual després en van seguir dos més en què fou acompanyat per alguns cortesans i foren adquirits alguns objectes occidentals incloent una impremta, a més de familiaritzar-se amb els costums occidentals.
El seu fill Massud Mirza Zill al-Sultan fou nomenat governador d'Esfahan el 1874 i el 1881 ja havia esdevingut senyor de gran part de Pèrsia meridional (va governar des d'Esfahan un total de 16 províncies, fins al 1887 quan fou desposseït dels seus governs a Pèrsia del sud excepte el d'Esfahan). Un altre fill, Kamran Mirza naib al-sultana era comandant en cap de l'exèrcit. Els dos estaven enemistats amb l'hereu Mudhàffar-ad-Din Mirza.
Mirza Yusuf Khan Astiani va exercir com sadr-e azam fins al 1880; després del govern de Kamran Mirza (1 de juliol de 1880 a 1885) Mirza Yusuf Khan Astiani va tornar breument al poder fins al 1887 quan fou nomenat Amir Mirza Ali Asghar Khan Amin al-soltana (1856-1907) que va esdevenir molt poderós. Les idees de llei i orde i el coneixements dels abusos del poder van anar sent coneguts per l'elit del país que va començar a criticar el règim, però Amir Mirza no en va fer cas. El 1872 es van donar les primeres concessions per la construcció de ferrocarrils, però moltes concessions per aquest i altres temes van haver de ser cancel·lades per la pressió popular oposada a aquestes mesures. La primera fou donada al baró Reuter per la construcció de carreteres i ferrocarrils, obres d'irrigació i creació d'un banc nacional (1872) però per les crítiques fou anul·lada el 1873. La concessió dels ferrocarrils fou altra vegada negociada i signada el gener de 1889 i Reuter va obtenir per 60 anys la concessió per l'establiment del Banc Imperial Britànic a Teheran amb dret a imprimir i fer circular deute., que fou creat per una carta imperial britànica de setembre de 1889. El 1890 un rus va obtenir la concessió per una banca de préstecs, que va esdevenir una sucursal de la banca de l'estat rus. El març de 1890 es va donar la concessió de la importació, exportació i compra i venda de tabac a una companyia britànica i això va trobar una forta oposició popular i sobretot dels ulemes i la concessió va haver de ser revocada després d'una forta campanya de protestes (1891-1892), amb fortes pèrdues financeres (una compensació es va pagar al concessionari amb un préstec del Banc Imperial Britànic de Pèrsia). Fou la primera vegada que els ulemes van poder dirigir al poble contra el govern.
El xa fou assassinat l'1 de maig de 1896 per Mirza Reza de Kirman, inspirat en les idees de reformistes del seu mestre Jamal al-Din al-Afgani, que havia estat empresonat i després estat a l'exili retornant per complir aquesta tasca
Tenia un notable harem amb nombroses dones, filles i fills. Era expert en caceres i vi francès. El 2 de maig de 1896 l'hereu Mudhàffar-ad-Din Xah fou proclamat sense cap oposició.